# Geschwänzte Brennnessel
Die Geschwänzte Brennnessel (Urtica membranacea), auch Häutige Brennnessel oder Breitblättrige Brennnessel genannt, ist eine Pflanzenart aus der Gattung der Brennnesseln (Urtica). Sie kommt im Mittelmeergebiet vor.

## Beschreibung

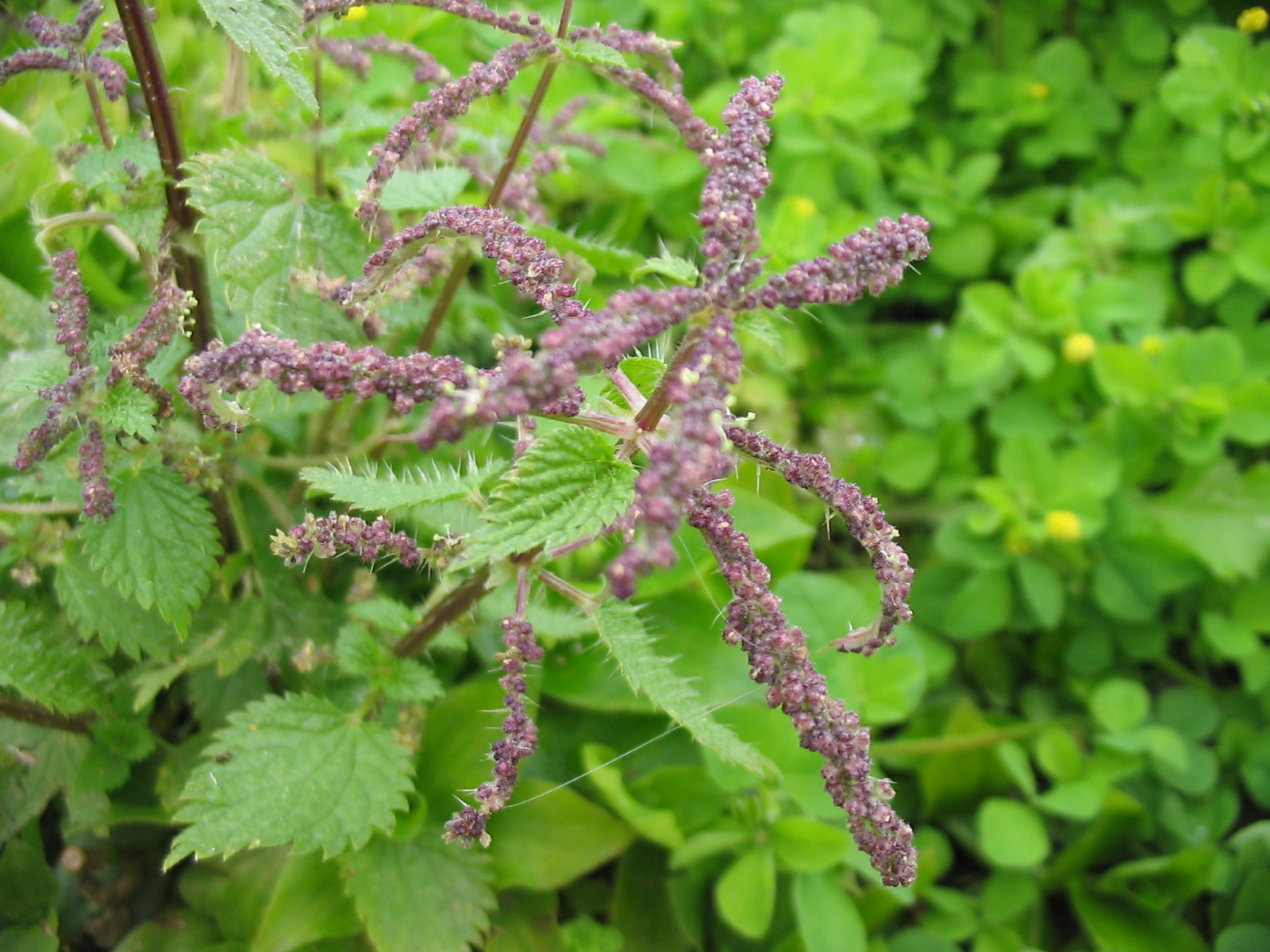
Männliche Blütenstände

Die Geschwänzte Brennnessel ist eine einjährige, krautige Pflanze, die Wuchshöhen von 15 bis 80 Zentimetern erreicht. Der aufrechte, einfache oder kurz verzweigte Stängel ist spärlich mit Brennhaaren besetzt. Die gegenständigen Laubblätter sind eiförmig, spitz, mit leicht herzförmigem Grund und grob gesägtem Rand. Sie werden 2 bis 6 (bis 10) Zentimeter lang und bis 5 Zentimeter breit. Auf der Blattspreite und an den Blattstielen treten kugelige Perldrüsen auf. Die Nebenblätter je zweier gegenüberstehender Blätter sind paarweise verwachsen, so dass es pro Knoten scheinbar nur zwei lanzettliche Nebenblätter gibt. Die Zystolithen sind verlängert.
Die Geschwänzte Brennnessel ist einhäusig mit männlichen und weiblichen Blüten in getrennten Teilblütenständen an derselben Pflanze, seltener auch zweihäusig. Die Teilblütenstände stehen jeweils paarweise in den Blattachseln. Im oberen Teil der Pflanze befinden sich die dünnen, nicht verzweigten, schwanzartig abstehenden ährenartigen Blütenstände mit den violett überlaufenen männlichen Blüten, deren Blütenstiele sehr kurz sind und die sich alle auf der Oberseite der deutlich geflügelten Hauptachse befinden. Sie sind mit einer Länge von 3 bis 9 cm so lang wie die Tragblätter oder überragen diese. Die traubigen Teilblütenstände mit den weiblichen Blüten befinden sich im unteren Teil der Pflanze. Sie sind mit einer Länge von 1 bis 4 cm kürzer als die Tragblätter und besitzen eine weniger stark geflügelte Hauptachse.
Die glänzenden Achänenfrüchte sind eiförmig-zusammengedrückt und messen 1,25–1,5 × 0,7–0,9 mm.
Die Geschwänzte Brennnessel blüht von Februar bis September.
Die Chromosomenzahl beträgt 2n = 22, 24 oder 26.

## Vorkommen
Die Geschwänzte Brennnessel ist im ganzen Mittelmeergebiet (Portugal bis Israel) verbreitet, hat aber im östlichen Mittelmeergebiet größere Verbreitungslücken und fehlt in Albanien, Syrien, Jordanien und Ägypten. Sie kommt außerdem mit unterschiedlich bewertetem Status auf jeweils allen Hauptinseln der Kanaren (außer Lanzarote), Madeira und der Azoren vor. Von der portugiesischen und spanischen Atlantikküste reicht die Verbreitung nordwärts bis zur Bretagne. Mehr oder weniger stabile neophytische Vorkommen existieren in Belgien und auf den Britischen Inseln (dort insbesondere in London).
Sie wächst an stickstoffreichen Stellen in Gärten, an Wegrändern und an Ruderalstellen.

## Taxonomie
Urtica membranacea wurde 1789 von Jean Louis Marie Poiret erstveröffentlicht. Synonyme sind Urtica dubia Forssk. nom. inval. und Urtica caudata Vahl non Burm.f.

## Verwendung
In Sizilien wird die Geschwänzte Brennnessel als Blattgemüse verwendet. Die Blätter werden gekocht in Form von Brennnessel-Spinat gegessen oder es kann auch eine Suppe (oft in Kombination mit anderen Wildkräutern) hergestellt werden.
Die Samen der Geschwänzten Brennnessel können auch medizinisch angewandt werden. So wird ihr, obwohl sie aus Ägypten nicht nachgewiesen ist,  von dort in verschiedenen Publikationen eine Verwendung als Aphrodisiakum sowie bei Brusterkrankungen oder auch bei ausbleibender bzw. zu schwacher Menstruation nachgesagt.  In Griechenland wurde sie im 19. Jahrhundert sowohl gegessen als auch in der Medizin bei Brustleiden eingesetzt.